# Lemaireodirphia rosivora
Lemaireodirphia rosivora is een vlinder uit de familie nachtpauwogen (Saturniidae). De wetenschappelijke naam is voor het eerst gepubliceerd in 2012 door Ronald Brechlin & Frank Meister.

## Type
- holotype: "male, 13.VI.2010. leg. F. Meister. Barcode: BC-RBP 5909"
- instituut: Museum Witt München later naar Zoologische Staatssammlung München, München, Duitsland
- typelocatie: "Mexico, Est. Oaxaca, San Gabriel Mixtepec, Str. San Gabriel-Oaxaca, 3 km achter Ort Rancho El Sagrado, 2 km Waldweg, 700 m, 16°05'08,8N, 97°03'39,8W"